# Zhao Ermi
Zhao Ermi (赵尔宓, * 30. Januar 1930 in Chengdu, Sichuan, Volksrepublik China; † 24. Dezember 2016 in Nanchong, Sichuan, Volksrepublik China), manchmal auch Zhao Er-mi geschrieben, war ein chinesischer Herpetologe.

## Leben
Zhao graduierte 1951 an der Fakultät für Biologie der damaligen Universität Westchina (华西大学, das heutige Westchinesische Zentrum für Medizin der Sichuan-Universität (四川大学华西医学中心)).
Anschließend wurde er Assistent an der Polytechnischen Universität Harbin in der Provinz Heilongjiang im äußersten Nordosten Chinas, kehrte jedoch nach drei Jahren als Dozent an seine Alma Mater zurück. 1965 wurde Zhao Mitarbeiter am Südwestchinesischen Forschungsinstitut für Biologie der Chinesischen Akademie der Wissenschaften (中国科学院西南生物研究所, das heutige Institut für Biologie, Chengdu (成都生物研究所)), wo er das herpetologische Programm gründete und von 1978 bis 1987 Leiter der herpetologischen Abteilung war. Von 1982 bis 1993 war er stellvertretender Direktor des Instituts für Biologie und 1986 wurde er zum Professor ernannt. 2001 wurde er als Mitglied in die Chinesische Akademie der Wissenschaften aufgenommen. Als Autor und Herausgeber veröffentlichte Zhao 32 Bücher und andere größere Werke sowie mehr als 160 wissenschaftliche Artikel über Reptilien und Amphibien. Durch seine wissenschaftliche Arbeit, galt Zhao als einer der einflussreichsten Herpetologen Chinas.
1993 erschien Zhaos bekanntestes Buch Herpetology of China, das in Zusammenarbeit mit Kraig Adler entstand. Es ist das erste Werk in irgendeiner Sprache, das alle zu der Zeit bekannten 661 Arten von Amphibien und Reptilien von Festland-China, Hongkong und Taiwan umfasst. Es enthält naturgeschichtliche Hintergründe, Schlüssel zu den Arten, Synonyme, Verbreitungsangaben, Bibliographien, ein geographisches Lexikon sowie hunderte von Farbfotografien der Tiere und ihren Lebensräume.
In den späten 1970er Jahren begann Zhao mit einer Naturschutzarbeit. 1979 wurde er Redaktionsmitglied der Zeitschrift Chengdu Wildlife und 1985 wurde er Redakteur bei der Zeitschrift Resources Development and Conservation. Von 1991 bis 1993 war er Vorsitzender der China Reptiles and Amphibians Specialist Group der IUCN.
1972 gründete Zhao eine wissenschaftliche Zeitschrift mit dem Titel Materials for Herpetological Research. Vier Ausgaben wurden veröffentlicht, die letzte 1978. Der Text aller Artikel war ausschließlich auf Chinesisch. Die vier Ausgaben wurden vom Biologischen Forschungsinstitut von Sichuan herausgegeben. Es folgte die Acta Herpetologica Sinica, bei der Zhao ebenfalls Herausgeber war. Zwischen 1979 und 1987 gab es zwei Serien, die ebenfalls von Zhao herausgegeben wurden. Die alte Reihe bestand aus sechs Ausgaben, die von 1979 bis 1982 veröffentlicht wurden, und die neue Reihe kam von 1982 bis 1987 heraus. Die Artikel waren in Chinesisch, aber mit englischen Titeln und oft auch mit englischen Zusammenfassungen versehen. Seit 1987 gibt es das Journal Asian Herpetological Research, das ausschließlich auf Englisch erscheint.
Zhao Ermi hat 38 neue Arten (oder Unterarten) von Amphibien und Reptilien und zwei neue Amphibiengattungen beschrieben und benannt.
Zhao war einer der ersten Herpetologen, der zu Forschungszwecken nach Tibet kam. Er fügte acht neue Arten für Tibet und zehn neu dokumentierte Arten in China oder Tibet hinzu. Er dokumentierte als erster, dass Kobras in Mêdog vorkommen, woraufhin er ihr Verbreitungsgebiet um vier Breitengrade nach Norden verlegte. Dies wurde als Beleg dafür angesehen, dass sich subtropische Tiere entlang der Passagen des Großen Brahmaputratals nach Norden ausbreiteten.

## Dedikationsnamen
- Zhaoermia Gumprecht & Tillack, 2004, eine Gattung der Grubenottern
- Cyrtodactylus zhaoermii Shi & Zhao, 2010, eine Art der Kugelfingergeckos
- Diploderma zhaoermii Goa & Hou, 2002, eine Eidechsenart
- Thermophis zhaoermii Guo, Liu, Feng & He, 2008, eine Schlangenart

Auch zwei Amphibienarten wurden nach ihm benannt:
- Paramesotriton ermizhaoi Wu, Rovito, Papenfuss & Hanken, 2009, eine Molchart, heute ein Synonym für Paramesotriton labiatus Unterstein, 1930
- Onychodactylus zhaoermii Che, Poyarkov und Yan, 2012, eine Salamanderart

## Erstbeschreibungen von Zhao Ermi
Zhao war an folgenden Erstbeschreibungen beteiligt:
- Achalinus meiguensis Hu & Zhao, 1966
- Amolops liangshanensis (Wu & Zhao, 1984)
- Amphiesma optatum (Hu & Zhao, 1966)
- Calotes medogensis Zhao & Li, 1984
- Cuora zhoui Zhao, Zhoi & Ye, 1990
- Cyrtopodion medogense (Zhao & Li, 1987)
- Dinodon rosozonatum Hu & Zhao, 1972
- Gloydius shedaoensis Zhao, 1979
- Hebius metusium Inger, Zhao, Shaffer & Wu, 1990
- Ingerana reticulata (Zhao & Li, 1984)
- Kurixalus hainanus (Zhao, Wang & Shi, 2005) (heute ein Synonym für Kurixalus bisacculus Taylor, 1962)
- Laudakia papenfussi Zhao, 1998
- Laudakia wui Zhao, 1998
- Liua Zhao & Hu, 1983
- Liuixalus Li, Che, Bain, Zhao & Zhang, 2008
- Oligodon multizonatus Zhao & Jiang, 1981
- Opisthotropis cheni Zhao, 1999
- Opisthotropis guangxiensis Zhao, Jiang & Huang, 1978
- Oreolalax multipunctatus Wu, Zhao, Inger & Shaffer, 1993
- Pelophylax tenggerensis (Zhao, Macey & Papenfuss, 1988)
- Phrynocephalus albolineatus Zhao, 1979
- Plagiopholis unipostocularis Zhao, Jiang & Huang, 1978
- Plestiodon liui (Hikida & Zhao, 1989)
- Protobothrops xiangchengensis (Zhao, Jiang & Huang, 1979)
- Rana zhengi Zhao, 1999
- Rhabdophis adleri Zhao, 1997
- Scincella huanrenensis Zhao & Huang, 1982
- Scincella tsinlingensis (Hu & Zhao, 1966)
- Viridovipera medoensis (Zhao, 1977)
- Xenopeltis hainanensis Hu & Zhao in Zhao, 1972
- Protobothrops mangshanensis (Zhao, 1990)